# Millers de Minneapolis (LIH)
Pour les articles homonymes, voir Millers de Minneapolis.
Les Millers de Minneapolis sont une franchise de hockey sur glace ayant évolué dans la Ligue internationale de hockey.

## Historique
L'équipe a été créée en 1959 sous le nom des Mavericks de Denver. Elle fut déménagée durant sa première saison et s'installa à Minneapolis au Minnesota. L'équipe cessa ses activités après avoir atteint la finale de la Coupe Turner en 1963.

### Saisons en LIH
| Saison     | PJ | V  | D  | N | Pts | Classement              | Séries éliminatoires                 | Entraîneur |
| ---------- | -- | -- | -- | - | --- | ----------------------- | ------------------------------------ | ---------- |
| 1959-1960, | 68 | 39 | 29 | 2 | 80  | 2e rang division Ouest  | Défaite en 1re ronde                 | Bob May    |
| 1960-1961  | 72 | 50 | 20 | 2 | 102 | 1er rang division Ouest | n/d                                  | n/d        |
| 1961-1962  | 68 | 41 | 26 | 1 | 83  | 3e rang LIH             | n/d                                  | n/d        |
| 1962-1963  | 70 | 36 | 32 | 2 | 74  | 2e rang LIH             | Défaite en finale de la Coupe Turner | n/d        |